# Louisa Fontenelle Williamson
Louisa Fontenelle Williamson, född 1773, död 1799, var en amerikansk skådespelare.  
Hon var engagerad vid Federal Street Theatre i Boston och Charleston Theatre 1795–1799. Under sin korta karriär i USA blev hon berömd för sina subrett- och pojkroller. 
Hon var gift med James Brown Williamson.  